# Stephanopis hystrix
Stephanopis hystrix es una especie de araña del género Stephanopis, familia Thomisidae.

## Distribución
Se distribuye por Chile.

## Taxonomía
Fue descrita por Mello-Leitao en 1951.
Tratamiento taxonómico
La especie aparece registrada y publicada en Mello-Leitao 1951: 333, f. 8.